# IC 4368
IC 4368 ist eine Elliptische Galaxie vom Hubble-Typ E5 im Sternbild Jungfrau auf der Ekliptik. Sie ist schätzungsweise 488 Millionen Lichtjahre von der Milchstraße entfernt und hat einen Durchmesser von etwa 115.000 Lj.

Im selben Himmelsareal befinden sich die Galaxien NGC 5442, IC 971, IC 4358, IC 4361.
Das Objekt wurde im Jahr 1899 von DeLisle Stewart entdeckt.